# Courlaoux
Courlaoux é uma comuna francesa na região administrativa de Borgonha-Franco-Condado, no departamento de Jura. Estende-se por uma área de 12,42 km². Em 2010 a comuna tinha 1 149 habitantes (densidade: 92,5 hab./km²).